# Can Font (Vilanova i la Geltrú)
Can Font és un edifici de factura neoclàssica del municipi de Vilanova i la Geltrú (Garraf) protegit com a bé cultural d'interès local.

## Descripció
Edifici entre mitgeres, de planta gairebé quadrada, que fa cantonada amb el c/ Sant Pere. Consta de planta baixa, dos pisos i golfes, amb coberta plana. La planta baixa presenta portals allindanats i d'arc rebaixat. Les obertures dels dos pisos, de dimensions decreixents amb l'alçada, són balcons rectangulars amb barana de ferro senzilla. Les golfes presenten obertures el·líptiques. L'edifici és coronat amb una cornisa i una barana de balustres, parcialment modificada. Les façanes es cobreixen amb estuc de bandes horitzontals que imiten el maó.
Les parets i sostres de les sales principals de Can Font mostren pintures figuratives de l'època de construcció. També conserva mobiliari.

## Història
S'edificà a finals del segle xviii, segons consta a les inscripcions de les façanes (1788 i 1790).
El segle xviii Vilanova experimentà un període de gran puixança econòmica, reflectida en l'enderrocament de les muralles i en la construcció d'edificis de grans dimensions.